# Акаригуа
Акаригуа — город на северо-западе Венесуэлы, в северной части штата Португеса. Известен как «сельскохозяйственная столица Венесуэлы» и «Столица венесуэльских равнин».

## История
Город был официально основан 29 сентября 1620 под названием Сан-Мигель-де-Акаригуа, по распоряжению тогдашнего губернатора Дона Франсиско де ла Ос Беррио. Название города произошло от названия племени Гайон (hacarygua), которые проживали в этом районе.
В мае 2019 года в ходе столкновений между задержанными и полицейскими в городском полицейском участке погибло 29 задержанных, 19 полицейских получили ранения. В КПЗ участка содержалось в тот момент около 355 человек.

## Демография
Население города составляет 195 637 человек (2011).

## Климат
Среднегодовая температура - 27°С.